# Dactylorhiza magna
Dactylorhiza magna är en orkidéart som först beskrevs av Ekaterina Georgiewna Czerniakowska, och fick sitt nu gällande namn av Sergei Sergeevich Ikonnikov. Dactylorhiza magna ingår i Handnyckelsläktet som ingår i familjen orkidéer. Inga underarter finns listade i Catalogue of Life.